# تاریخچه مکزیکی آمریکایی‌ها در تگزاس
مردم بومی مدتها قبل از ورود کاوشگران اسپانیایی به این منطقه در منطقه ای زندگی می‌کردند که اکنون به عنوان تگزاس شناخته می‌شود. با این حال، هنگامی که اسپانیایی‌ها وارد منطقه شدند و منطقه اسپانیا را ادعا کردند، فرایندی معروف به مستیزاخه اتفاق افتاد که در آن اسپانیایی‌ها و بومیان آمریکا بچه‌های مستیزو داشتند که هم خون اسپانیایی داشتند و هم بومی. از سال ۱۵۲۰، زمانی که اسپانیایی‌ها برای اولین بار در ۱۵۲۰ به مکزیک رسیدند، تگزاس به عنوان بخشی از سرزمین اسپانیا نو تحت کنترل اسپانیا قرار گرفت، تا اینکه تگزاس در سال ۱۸۳۶ از مکزیک استقلال گرفت، که منجر به معاهده گوادالوپه هیدالگو (۱۸۴۸) شد. در سال ۱۸۳۰، جمعیت مکزیک به ۲۰ درصد و در سال ۱۸۴۰ به ۱۰ درصد کاهش یافت. وقتی حکومت اسپانیا در تگزاس پایان یافت، تعداد مکزیکی‌های تگزاس ۵۰۰۰ نفر بود. در سال ۱۸۵۰ بیش از ۱۴۰۰۰ نفر از ساکنان تگزاس منشأ مکزیکی داشتند.

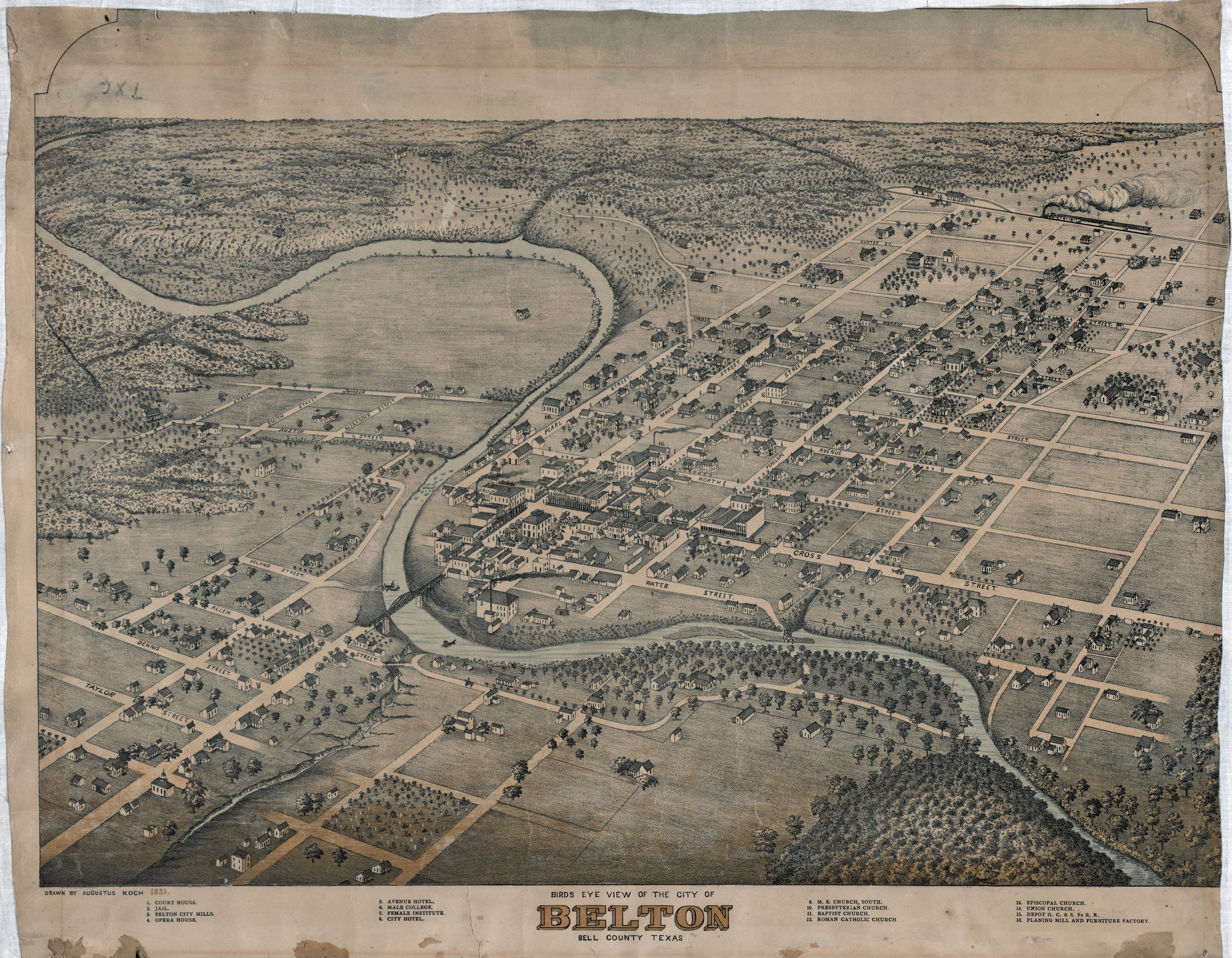
نقشه بلتون

در سرشماری سال ۲۰۱۰، ۳۱٫۶ درصد از تگزاسی‌ها به عنوان «مکزیکی، مکزیکی آمریکایی، یا چیکانو» شناخته شده‌اند.

## رسانه‌ها
لا پرنسا یک روزنامه اسپانیایی زبان روزانه بود که در سان آنتونیو منتشر می‌شد. این در سال ۱۹۱۳ توسط ایگناسیو ای لوزانو آغاز شد و انقلاب مکزیک و داستان‌های دیگر مکزیک را پوشش می‌داد. این روزنامه در سال ۱۹۶۳ بسته شد. ال بخارانو (سان آنتونیو) روزنامه اسپانیایی زبان بود که در سن آنتونیو منتشر می‌شد. این فعالیت در سال ۱۸۵۵ آغاز شد و به بستری برای فعالیت‌های مکزیکی و آمریکایی مکزیکی تبدیل شد.

## افراد برجسته
- پلاسیدو بنویدس
- خوزه آنتونیو بورسیاگا
- خوزه ماریا خسوس کارباخال
- پاتریشیا د لا گارزا د لئون
- مارتین د لئون
- لوئیز خیمنز
- رافائل مانچولا
- اکتاویو مدلین
- جورج آی سانچز
- ادگار والدز ویارئال
- جودیت زفیرینی
- سلنا
- گلوریا آنزالدیا

## جغرافیا
اسپانیایی زبانهای‌تبار مکزیکی بر جنوب، جنوب مرکز و غرب تگزاس تسلط دارند و بخش قابل توجهی از ساکنان شهرهای دالاس، هیوستون و آستین را تشکیل می‌دهند. جمعیت اسپانیایی‌تبار به جمعیت تگزاس نسبت به میانگین آمریکایی کمک می‌کند، زیرا تولدات اسپانیایی‌تبار از ابتدای دهه ۱۹۹۰ بیش از تولد سفیدپوستان غیر اسپانیایی‌تبار بوده‌است. در سال ۲۰۰۷، برای اولین بار از اوایل قرن نوزدهم، اسپانیایی زبان‌ها بیش از نیمی از کل زایمان (۵۰٫۲٪) را تشکیل می‌دهند، در حالی که سفیدپوستان غیر اسپانیایی فقط ۳۴٪ را تشکیل می‌دهند.

## لینچ مکزیکی آمریکایی‌ها در تگزاس
از سال ۱۸۴۸ تا ۱۹۲۸ صدها لینچ از مکزیکی آمریکایی‌ها در سراسر غرب آمریکا وجود داشت. بسیاری از این لینچ‌ها در تگزاس علیه مردم مکزیکی‌تبار رخ داده‌است. یکی از این موارد مورد پائولینو سردا از ادینبورگ، شهری در جنوب تگزاس بود. پائولینو سردا در سال ۱۹۱۵ هنگام بازجویی توسط رنجرهای تگزاس در مزرعه خود کشته شد. در سپتامبر همان سال، تکاورهای تگزاس با خسوس بازان و آنتونیو لونگوریا در حالی که اسب‌هایشان را در نزدیکی مزرعه خود در ادینبورگ، تگزاس سوار کردند مواجه شدند. اگرچه آنها هیچ جنایتی مرتکب نشده بودند، رنجرهای تگزاس این دو نفر را با فرض اینکه طرفدار راهزنان مکزیکی بودند، شلیک کرده و آنها را کشت. آنها اجساد خود را در آنجا ترک کردند که توسط مردم محلی دو روز بعد مورد اصابت گلوله قرار گرفتند. در این دوره بسیاری از شهروندان مکزیکی و آمریکایی مکزیکی ساکن مرز تگزاس و مکزیک کشته شدند، اکنون به عنوان لا ماتانزا نامگذاری شده‌است.